# Autonomer Nachvollzug
Autonomer Nachvollzug ist ein Begriff aus der Schweizer Europapolitik, der die systematische Angleichung an das Unionsrecht in der Schweiz meint. Neue Gesetze und Verordnungen müssen somit auf die Verträglichkeit mit dem Europarecht überprüft werden (Art. 141 Abs. 1 lit. a ParlG). Das geschieht in der Vorbereitungsphase der Erlasse durch die Bundesverwaltung. Daher enthalten die Botschaften des Bundesrates, in denen Gesetzesentwürfe vorgelegt und erörtert werden, ein «Europakapitel». Da sich die Schweiz diese Pflicht selbstständig (autonom) auferlegt hat, sind Abweichungen vom Unionsrecht immer möglich. Sie bedürfen jedoch einer sachlichen Begründung. Abweichungen vom Unionsrecht sollen nur dort weiterverfolgt werden, wo das Interesse an einer Sonderlösung höher  zu gewichten ist als die integrations- und volkswirtschaftlich begründete Europaverträglichkeit.
Seinen Ursprung hat diese Politik in den 1980er-Jahren. Zu dieser Zeit wurde der Prozess der europäischen Integration im Rahmen der Europäischen Wirtschaftsgemeinschaft (EWG) und des Binnenmarktes stark vorangetrieben. Ebenso konkretisierten sich die Pläne für die Errichtung einer Wirtschafts- und Währungsunion sowie für die Schaffung einer politischen Union. Aufgrund dieser Entwicklungen wollte der Schweizer Bundesrat jene Nachteile beseitigen, die für die Schweiz aufgrund ihrer Nicht-Mitgliedschaft entstehen könnten. Eine zentrale Säule dieser Politik soll die Sicherstellung der Europaverträglichkeit der Schweizer Rechtsordnung sein.

«Unser Ziel muss sein, in Bereichen von grenzüberschreitender Bedeutung (und nur dort)
eine grösstmögliche Vereinbarkeit unserer Rechtsvorschriften mit denjenigen unserer europäischen Partner zu sichern. […] Es geht bei diesem Streben nach Parallelität nicht darum,
das europäische Recht automatisch nachzuvollziehen, wohl aber darum, zu verhindern, dass ungewollt und unnötigerweise neue Rechtsunterschiede geschaffen werden, welche die grundsätzlich angestrebte gegenseitige Anerkennung der Rechtsvorschriften auf europäischer Ebene behindern.»

Die Politik des autonomen Nachvollzugs verfolgt zweierlei Ziele. Massgebend sind zum einen wirtschaftliche Gründe. Die Angleichung des schweizerischen Rechts senkt Handelshemmnisse und erhöht die Wettbewerbsfähigkeit der Schweizer Unternehmen, weil der bürokratische Aufwand minimiert wird. Vor allem historisch verfolgte die Politik der Europaverträglichkeit zum anderen das Ziel, den Weg für einen Beitritt zum EWR oder zur EG zu ebnen.
Mittlerweile hat sich der Anwendungsbereich stark ausgeweitet und beschränkt sich nicht mehr nur auf Bereiche «von grenzüberschreitender Bedeutung» (Bundesrat: Integrationsbericht). Mittlerweile ist der autonome Nachvollzug der Regelfall auf Bundesebene.
Beim autonomen Nachvollzug handelt es sich nicht um grossangelegte Rechtsvergleichung. Während Rechtsvergleichung ergebnisoffen ist und keinem Ziel folgt, sucht der autonome Nachvollzug eine maximale Europakompatibilität des Schweizer Rechts herbeizuführen. «Das EU-Recht entfaltet seine Relevanz im schweizerischen Gesetzgebungsverfahren nicht als eine von mehreren gleichrangigen Inspirationsquellen, sondern beansprucht als ‹Leitrechtsordnung› systembedingt eine Vormachtstellung.»
Die Bundesverwaltung erhebt keine Zahlen, in welchem Ausmass das Schweizer Recht in quantitativer (prozentualer Anteil) oder qualitativer Hinsicht (Einfluss auf fundamentale Gesetze) durch autonomen Nachvollzug europäisiert wird. Bei der Übernahme des Unionsrechts gibt es einige rechtsetzungstechnische Punkte, wo die Bundesverwaltung Interessen abwägen muss. So stellt sich immer die Frage, ob eine Norm des Unionsrechts wörtlich oder sinngemäss übernommen werden soll oder die Unionsverordnung oder -richtlinie direkt anwendbar zu erklären ist. Zum einen muss der Schweizer Gesetz- oder Verordnungsgeber die unionsrechtliche Regelung möglichst harmonisch in die Schweizer Rechtsordnung übernehmen. Zum anderen ist er verpflichtet (Art. 164 BV), alle wichtigen rechtsetzenden Bestimmungen in der Form des Bundesgesetzes zu erlassen – ein Verweis auf einen Rechtsakt der Union wäre bei «wichtigen rechtsetzenden Bestimmungen» problematisch.
Autonom nachvollzogenes Recht wird europarechtskonform ausgelegt.